# Rebeca Garcia
Rebeca Martins Garcia (Manaus, 28 de abril de 1973) é uma economista e política brasileira filiada ao Partido Progressista (PP). Foi deputada federal pelo Amazonas de 2006 a 2015, tendo sido eleita em 2006 e reeleita em 2010, foi também superintendente da Superintendência da Zona Franca de Manaus (SUFRAMA). Nas eleições de 2014, Rebecca candidatou-se a vice-governadora do Amazonas na chapa de Eduardo Braga, do Partido do Movimento Democrático Brasileiro (PMDB), sendo derrotados pela chapa adversária.

## Dados biográficos
É filha de Francisco Garcia Rodrigues e Clyicia Martins Garcia. 
Graduada em economia em 1996 pela Universidade de Boston, passou a trabalhar nas empresas de sua família como diretora-geral da Rádio e Televisão Rio Negro a partir de 2000, e como diretora-presidente do jornal O Estado do Amazonas a partir de 2003, cargos que deixou em 2005. 
Herdeira política do pai, filiou-se ao Partido Progressista (PP) e foi eleita deputada federal em 2006 e 2010.
Sua primeira disputa para cargos executivos aconteceu em 2014 como candidata a vice-governadora na chapa de Eduardo Braga.
Nas eleições suplementares de 2017, no Amazonas, Rebecca Garcia lançou-se candidata ao governo com o Deputado Abdala Fraxe (PODEMOS) como vice. No dia 25 de julho de 2017, o TRE-AM cassou o Abdala por base na lei da ficha limpa, inviabilizando assim a candidatura de Rebecca, uma vez que a lei eleitoral não permite a troca do vice a menos de 20 dias do pleito (exceto em casos de falecimento do candidato). 